# Silene orphanidis
Silene orphanidis är en nejlikväxtart som beskrevs av Pierre Edmond Boissier. Silene orphanidis ingår i släktet glimmar, och familjen nejlikväxter. Inga underarter finns listade i Catalogue of Life.